# Sólmundur Eilífsson
Sólmundur Eilífsson (n. 932) fue un vikingo y bóndi de Laxardal en Islandia. Era hijo de Eilífur örn Atlason. Es un personaje de la saga de Grettir, saga de Laxdœla, y saga de Egil Skallagrímson. Se desconoce el nombre de su esposa, pero su hija Þuríður Sölmundsdóttir (n. 950) se casó con Þorsteinn Ingimundarson, y otro hijo fue Guðmundur Sölmundsson.